# Старое Мартьяново
Ста́рое Мартья́ново — деревня в Завьяловском районе Удмуртии, входящая в Завьяловское сельское поселение. Расположена в 13 км к востоку от центра Ижевска и к северо-востоку от Завьялово. Через деревню протекает река Мартьяновка, левый приток реки Позимь.
К востоку от деревни находится аэропорт Ижевск.

## История
До революции деревня входила в состав Сарапульского уезда Вятской губернии. По данным десятой ревизии в 1859 году в 36 дворах казённой деревни Мартьянова при речке Динтемке проживало 352 человека, работали 2 мельницы и кузница.
При образовании Вотской АО, Старое Мартьяново вошло в Завьяловскую волость Ижевского уезда. В 1925 году входит в Новомартьяновский сельсовет с центром в Новомартьяново. В 1950 году переходит в Завьяловский сельсовет.

## Население
| 2010 | 2012  |
| ---- | ----- |
| 1300 | ↗1371 |

## Социальная сфера
В деревне работает детский сад, филиал МОУ «Центр развития ребёнка детский сад № 2 с. Завьялово».
Имеется фельдшерско-акушерский пункт. Через Старое Мартьяново ходит автобус № 331.

## Улицы
- Заречная улица
- Клубничная улица
- Крылатская улица
- Кузнецкая улица
- Кузнечный переулок
- Лесная улица
- Летная улица
- Полевая улица
- Полевой переулок
- Ракетная улица
- Сельская улица
- Славянская улица
- Спортивная улица
- Центральная улица
- Школьная улица
- Школьный переулок
- Новая
- Степная